# Бай Илун
Бай Илун (кит. 白以龙: 22 декабря 1940, Сянъюнь, Чжэцзян, Китай — 9 мая 2024, Пекин) — китайский учёный-механик, действительный член Академии наук КНР.

## Биография
В 1963 году окончил механический факультет Научно-технического университета Китая, в 1966 году — Институт механики Китайской академии наук.
С тех пор работает в Институте механики. В 1979—1981 годах — приглашённый научный сотрудник в Оксфордском и Кембриджском университетах.
В 1991 году был избран академиком Китайской академии наук. С 1993 по 2000 год работал в должности директора Государственной лаборатории нелинейной механики.
Бай Илун занимал должности директора Департамента математики и физики Национального фонда естественных наук Китая, председателя Китайского общества механиков, заместителя главного редактора журнала «Наука Китая» и члена Национальный комитет Китайской народно-политической консультативной конференции.
Занимался, в основном, исследованиями в области механики сплошных сред, механики твердого тела, теории взрыва и нелинейной механики. Внёс значительный вклад в выяснение локализации деформации сдвига и возникающих в результате явлений разрушения. Сформулировал основные уравнения термопластической сдвиговой деформации и получил важные выводы об условиях термопластической сдвиговой неустойчивости, законе эволюции локализации и характерной ширине полосы сдвига. Результаты исследований  были позже опубликованы в ряде научных журналов.
Стремясь к решению проблемы выхода из строя материалов космических кораблей из-за большого количества вызванных кратковременными сильными нагрузками, он и его коллеги создали технологию субмикросекундных импульсов напряжения. Этот метод используется при проверке аэрокосмических материалов в Китае. Они также разработали технологию единого множественного импульса напряжения для изучения эволюции повреждений. На этой основе предложил новый метод статистической мезоскопической механики повреждений. Этот метод принят некоторыми учеными в стране и за рубежом. Вместе с коллегами стал пионером в изучении индуцированного эволюцией мутагенеза, разработав концепции индивидуального поведения образцов и межмасштабной чувствительности в разрушительных явлениях. Для исследований повреждений от ударов и механизмов землетрясений, занимался обеспечением надлежащего раннего предупреждения.
В 1960-х и 1970-х годах участвовал в исследованиях по получению алмазов взрывными методами, анализировал и рассчитывал механизм затухания волн напряжения, который был использован для объяснения распространения и затухания волн ядерного взрыва.
В 1993 году награждён второй Национальной премией в области естественных наук, в 1999 году — премией за научно-технический прогресс Фонда Хо Люн Хо Ли (何梁何利基金), в 2000 году — премией Чжоу Пейюань в области механики, премией Джона Райнхарта (2007), премией Tan Kah Kee Science Award (2010) и другими наградами.
Умер 9 мая 2024 года в Пекине из-за болезни в возрасте 83 лет.